# Elegant (Band)
Elegant war eine Berliner Band, die von Rainer Beyersdorf (Gesang), Michael Pfeiffer (Bass), Hansi Nischwitz (Gitarre) und Wolfgang Schmidt (Schlagzeug) 1981 gegründet wurde. Die Band, die sich selbst als Punk-Band bezeichnete, wird auch der Neuen Deutschen Welle zugeordnet und bezeichnete ihren Stil selbst als „Deutsch-Pop“. Erklären lässt sich diese Einordnung zum einen dadurch, dass ihre Gründung mit der wachsenden Popularität der Neuen Deutschen Welle einherging, zum anderen dadurch, dass ihre Songs teilweise wie Punkmusik in Schlagerverkleidung klangen. Dies erwies sich für sie allerdings als problematisch, da sie in keine der damaligen musikalischen Schubladen einzuordnen waren. In Presseartikeln oder Radio-Interviews kam dies des Öfteren zur Sprache. Live beeindruckten sie mit einer musikalischen Bandbreite, die von Punk und Garage-Rock, über Beatmusik und Schlageranleihen bis zum Ska reichte. Im Laufe ihrer Karriere spielte die Band in zahlreichen Berliner Clubs und Veranstaltungsorten, wie Metropol, Café Swing, Music Hall, Flöz, Jazzkeller, Noteingang, Weiße Rose, Alte Brauerei, Moabiter Musiktage, KOB und Sector und erarbeitete sich dadurch eine beachtliche Fangemeinde. Sie trat darüber hinaus auch in besetzten Häusern, Jugendclubs, bei kirchlichen Veranstaltungen oder auf Straßenfesten auf. Ihre Single Arschloch nimmt Kultstatus ein.

## Bandgeschichte
Bekannt wurden Elegant durch ihre ungewöhnlichen Live-Auftritte. Sie bezogen häufig das Publikum in ihre Shows ein und würzten ihre Darbietungen mit verschiedenen zusätzlichen Zutaten. Einmal schoss ein Cowboy den Takt zu einem Konzert ein, ein anderes Mal ließen sie ein Motorrad auf die Bühne fahren, verteilten Präsente an ihr Publikum oder schenkten von der Bühne Getränke aus. Besonders die Witzeleien zwischen den Bandmitgliedern, hauptsächlich die zwischen dem Sänger und dem Bassisten, kamen gut beim Publikum an. Des Öfteren wurden sie bei Konzerten von der Zuhörerschaft aufgefordert, lustige Sprüche oder irgendwelchen Quatsch auf der Bühne zu machen, was sie dann auch taten. Elegant-Konzerte wurden mit Spannung erwartet und waren, wenn Eintritt verlangt wurde, schnell ausverkauft. Sie lieferten live eine irritierende und zugleich eindrucksvolle Performance, die irgendwo zwischen Witz, Klamauk und Sozialkritik angesiedelt war. Es macht ihnen Spaß, die Lust ihres Publikums an schnellem, rotzfrechem und dabei keinesfalls spaßfreiem Punk zu bedienen. Einen Namen hatten sie sich bereits durch ihre Single Arschloch/Und du sagst gemacht. Die A-Seite sorgte deswegen für Furore, weil sie mit einer Art „Rundfunkverbot“ belegt war und nicht im Radio gespielt wurde. Der überaus „rundfunkfreundliche“ Titel, wie es Hey-Music-Moderator Jürgen Jürgens später ironisch formulierte, passte nicht so recht ins bürgerliche Radioprogramm. Die Single lief allerdings schon seit geraumer Zeit sehr erfolgreich in den Berliner Diskotheken, woraufhin Redakteure der Jugendsendungen von Sender Freies Berlin und RIAS auf die Truppe aufmerksam wurden und die Platte in ihren Sendungen spielten. Das war der entscheidende Wendepunkt in der Elegant-Karriere und ein bedeutender Schritt in eine wesentlich größere Öffentlichkeit. Seitdem wurde die Band häufig in den Jugendprogrammen RIAS Treffpunkt und S-F-Beat gespielt und in Sendungen eingeladen. Das Airplay trug mit dazu bei, dass es Arschloch schnell auf Platz 3 der Hitliste der Independent-Charts schaffte. Diese Hitparade wurde aufgrund der Verkaufszahlen verschiedener Schallplattenläden ermittelt und regelmäßig im größten Berliner Stadtmagazin tip veröffentlicht. Bis Ende der 80er Jahre waren diese Charts die einzigen, an denen sich Schallplattenkäufer im Berliner Independent-Bereich orientieren konnten. Neben den Live-Auftritten nahmen Elegant in Eigenregie oder in verschiedenen Studios eigene Songs auf, die häufig im Radio zu hören waren. Sogar die Rückseite ihrer Single kam durch die Rundfunksendungen zu neuen Ehren. Viele Hörer hielten deshalb fälschlicherweise Und du sagst für die A-Seite. Das ist der Grund, warum in späteren Jahren immer wieder die B-Seite auf Bootleg-Kassetten auftauchte und im Jahr 2001, noch vor Arschloch, auf einer Kompilation veröffentlicht wird. Die zweite Seite Und du sagst wurde noch öfter im Radio gespielt als Arschloch.
Im dritten Jahr ihres Bestehens erreichte das Quartett einen Bekanntheitsgrad, der den SFB veranlasste, ein ausführliches Porträt mit dem Titel Elegant – Deutsch-Pop zwischen Rhythmus und Melodie über die Gruppe auszustrahlen und den Tip bewegt einen großen, zweiseitigen Bericht über das Vierer-Gespann zu veröffentlichen. Durch diesen Artikel wurde die Band über Berlins Grenzen hinaus bekannt, da das Magazin auch überregional erhältlich war. Das machte sich dadurch bemerkbar, dass sie Angebote von verschiedenen Musikverlagen und zahlreiche Offerten für Live-Auftritte auch aus Westdeutschland bekamen. Zu diesem Zeitpunkt ahnte noch niemand, dass davon nicht mehr viel umgesetzt werden sollte.

## Das unerwartete Ende
Von allen Seiten, sei es von der Presse oder vom Rundfunk, waren Elegant immer wieder mit der Frage konfrontiert worden, warum eine Combo mit solch einem englisch klingenden Sound ausschließlich deutsche Texte singt. Das war bereits in verschiedenen Radio-Sendungen, und nun erneut in der Tip-Reportage, thematisiert worden. Und diese Frage ließ auch die vier auf die Dauer nicht unbeeindruckt. Für viele passte das nicht zusammen und auch die Jungs selber begannen schließlich, an ihrem Konzept zu zweifeln.
Letztendlich war es dann diese Frage, die zur Auflösung der Band Ende Dezember 1983 führte. Die Bandmitglieder konnten sich nicht darüber einigen, ob sie mit deutschen oder englischen Texten weitermachen sollten. In den ersten Dezembertagen 1983 hatten sie noch mit Tempo-Gründer Peter Radszuhn als Produzenten in den Berliner Hansa-Studios Aufnahmen für eine neue Single und eine künftige LP gemacht. Radszuhn arbeitete zu dieser Zeit als A&R-Manager für einen bekannten Musikverlag und war bei der Suche nach neuen Talenten auf diese Kapelle gestoßen. Er hatte ihr Talent und ihr musikalisches Potential erkannt und sie deshalb unter seine Fittiche genommen. Obwohl die Aufnahmen sehr erfolgreich verliefen, brach die Band aufgrund unterschiedlicher musikalischer Ansichten, plötzlich und für viele sehr enttäuschend, Ende Dezember 1983 auseinander. Die bereits fertigen Aufnahmen wurden nicht mehr veröffentlicht. Seitdem hörte man, außer ein paar Songs im Radio, nichts mehr von der Band.
15 Jahre nach Auflösung des Vierergespanns veröffentlichte das Berliner Plattenlabel Maximum Rock ’n’ Roll, im Sommer 1998, die Vinyl-LP Elegant mit Studioaufnahmen auf der A-Seite und Liveaufnahmen auf der B-Seite. Die Aufnahmen aus den Hansa-Studios befinden sich jedoch nicht darunter.

## Diskografie
- 1981: Arschloch / Und du sagst (Single; InArt)
- 1995: Gruppensex im Altersheim (LP-Sampler; Lieder Und du sagst; Arschloch)
- 1999: Elegant (LP; Maximum Rock ’n’ Roll)
- 2001: Dem Landesvater sein Treues Volk (Sampler; Lied Und du sagst)
- 2003: Volxmusik für Feinschmecker (Sampler; Lied Arschloch)
- 2013: Elegant (CD; Songs der 1999 LP plus Bonusmaterial; Degray Music)
- 2013: Arschloch / Und du sagst (Neuauflage der Single von 1981; Degray Music)